# Discografia de Bad Religion
A discografia da banda Bad Religion, consiste em quatorze álbuns de estúdio, dois EP, um gravado ao vivo, três compilações e vinte e quatro singles.

## Álbuns de estúdio
| 1982                       | How Could Hell Be Any Worse? - Lançamento: 1982 - Gravadora: Epitaph Records - Formato: CD, LP, CS, DD                                                                                       | —     | —  | —  | — | —  | —   | —  | — | —  | — | — | —  | —  | —   |             |
| 1983                       | Into the Unknown - Lançamento: 1983 - Gravadora: Epitaph Record - Formato: LP, DD | —     | —  | —  | — | —  | —   | —  | — | —  | — | — | —  | —  | —   |             |
| 1988                       | Suffer - Lançamento: 8 de Setembro de 1988 - Gravadora: Epitaph Records - Formato: CD, LP, CS, DD                                                                                            | —     | —  | —  | — | —  | —   | —  | — | —  | — | — | —  | —  | —   |             |
| 1989                       | No Control - Lançamento: 2 de Novembro de 1989 - Gravadora: Epitaph Records - Formato: CD, LP, CS, DD                                                                                        | —     | —  | —  | — | —  | —   | —  | — | —  | — | — | —  | —  | —   |             |
| 1990                       | Against the Grain - Lançamento: 23 de Novembro de 1990 - Gravadora: Epitaph Records - Formato: CD, LP, CS, DD                                                                                | —     | —  | —  | — | —  | —   | —  | — | —  | — | — | —  | —  | —   |             |
| 1992                       | Generator - Lançamento: 13 de Março de 1992 - Gravadora: Epitaph Records - Formato: CD, LP, CS, DD                                                                                           | —     | —  | —  | — | —  | —   | 49 | — | —  | — | — | —  | —  | —   |             |
| 1993                       | Recipe for Hate - Lançamento: 4 de Junho de 1993 (original) 21 de Setembro de 1993 (reedição) - Gravadora: Epitaph Records (original), Atlantic Records (reedição) - Formato: CD, LP, CS, DD | 14[A] | —  | —  | — | —  | —   | 34 | — | —  | — | — | —  | —  | —   |             |
| 1994                       | Stranger Than Fiction - Lançamento: 6 de Setembro de 1994 - Gravadora: Atlantic Records - Formato: CD, LP, CS, DD                                                                            | 87    | —  | 27 | — | —  | —   | 6  | — | —  | — | — | 6  | 28 | —   | - EUA: Ouro |
| 1996                       | The Gray Race - Lançamento: 27 de Fevereiro de 1996 - Gravadora: Atlantic Records - Formato: CD, LP, CS, DD                                                                                  | 56    | 44 | 15 | — | 2  | —   | 11 | — | 61 | — | — | 6  | 21 | 102 |             |
| 1998                       | No Substance - Lançamento: 5 de Maio de 1998 - Gravadora: Atlantic Records - Formato: CD, LP, CS, DD                                                                                         | 78    | —  | 18 | — | 17 | —   | 28 | — | —  | — | — | 54 | —  | —   |             |
| 2000                       | The New America - Lançamento: 9 de Maio de 2000 - Gravadora: Atlantic Records - Formato: CD, LP, CS, DD                                                                                      | 88    | —  | 47 | — | 38 | —   | 16 | — | —  | — | — | 53 | 69 | —   |             |
| 2002                       | The Process of Belief - Lançamento: 22 de Janeiro de 2002 - Gravadora: Epitaph Records - Formato: CD, LP, CS, DD                                                                             | 49    | —  | 41 | — | 35 | —   | 13 | — | —  | — | — | 39 | 37 | 136 |             |
| 2004                       | The Empire Strikes First - Lançamento: 8 de Junho de 2004 - Gravadora: Epitaph Records - Formato: CD, LP, DD                                                                                 | 40    | —  | —  | — | —  | 177 | 28 | — | 99 | — | — | 42 | 82 | 122 |             |
| 2007                       | New Maps of Hell - Lançamento: 10 de Julho de 2007 - Gravadora: Epitaph Records - Formato: CD, LP, DD                                                                                        | 35    | —  | 64 | — | 29 | —   | 37 | — | —  | — | — | 41 | 49 | —   |             |
| 2010                       | The Dissent of Man - A ser lançado: 28 de Setembro de 2010 - Gravadora: Epitaph Records - Formato: CD                                                                                        | 35    | 73 | 61 | — | 43 | —   | 33 | — | —  | — | — | 56 | 79 | 135 |             |
| "—" não chegou às tabelas. | |       |    |    |   |    |     |    |   |    |   |   |    |    |     |             |

Notas
- A ↑  Recipe for Hate esteve na parada Top Heatseekers em 1993.

## Ao vivo
| 1997                       | Tested - Lançamento: 1997 - Gravadora: Epic Records - Formato: CD   | — | — | 49 | — | 25 | — | 74 | — | — | — | — | — | — | — |  |
| 2010                       | 30 Years Live - Lançamento: 2010 - Gravadora: Epitaph - Formato: DD | — | — | —  | — | —  | — | —  | — | — | — | — | — | — | — |  |
| "—" não chegou às tabelas. |                                                                     |   |   |    |   |    |   |    |   |   |   |   |   |   |   |  |

## Compilações
| 1991                       | 80-85 - Lançamento: 12 de Novembro de 1991 - Gravadora: Epitaph Records - Formato: CD, LP, CS, DD   | — | — | — | — | —  | — | — | — | — | — | — | — | — | — |  |
| 1995                       | All Ages - Lançamento: 7 de Novembro de 1995 - Gravadora: Epitaph Records - Formato: CD, LP, CS, DD | — | — | — | — | 20 | — | — | — | — | — | — | — | — | — |  |
| 2002                       | Punk Rock Songs - Lançamento: 3 de Abril de 2002 - Gravadora: Epic Records - Formato: CD, DD        | — | — | — | — | —  | — | — | — | — | — | — | — | — | — |  |
| "—" não chegou às tabelas. | |   |   |   |   |    |   |   |   |   |   |   |   |   |   |  |

## EP
| Ano  | Título                                                                          |
| ---- | ------------------------------------------------------------------------------- |
| 1981 | Bad Religion (EP) - Lançamento: 1981 - Gravadora: Epitaph Records - Format: LP  |
| 1985 | Back to the Known - Lançamento: 1985 - Gravadora: Epitaph Records - Formato: LP |

## Álbuns vídeo
| Ano  | Título | Certificações (vendas) |
| ---- | --- | ---------------------- |
| 1990 | Along the Way - Lançamento: 1990; 6 de Abril de 2004 (reedição) - Gravadora: Epitaph Records - Formato: VHS (original), DVD (2004 reedição) |                        |
| 1991 | Big Bang - Lançamento: 1991 - Formato: VHS                                                                                                  |                        |
| 2000 | The Riot - Lançamento: 2000 - Formato: DVD                                                                                                  |                        |
| 2006 | Live at the Palladium - Lançamento: 7 de Março de 2006 - Gravadora: Epitaph Records - Formato: DVD                                          |                        |

## Singles
| 1992                       | "Atomic Garden"              | —  | —  | — | —  | —   | Generator                |
| 1993                       | "American Jesus"             | —  | —  | — | —  | —   | Recipe for Hate          |
| 1993                       | "Struck a Nerve"             | —  | —  | — | —  | —   | Recipe for Hate          |
| 1993                       | "Lookin' In"                 | —  | —  | — | —  | —   | Recipe for Hate          |
| 1994                       | "Stranger Than Fiction"      | 28 | —  | — | —  | —   | Stranger Than Fiction    |
| 1994                       | "21st Century (Digital Boy)" | 11 | —  | — | —  | 41  | Stranger Than Fiction    |
| 1994                       | "Infected"                   | 27 | 33 | — | —  | —   | Stranger Than Fiction    |
| 1995                       | "Incomplete"                 | —  | —  | — | —  | —   | Stranger Than Fiction    |
| 1996                       | "A Walk"                     | 34 | 38 | — | —  | —   | The Gray Race            |
| 1996                       | "Punk Rock Song"             | —  | —  | 5 | 29 | —   | The Gray Race            |
| 1996                       | "Streets of America"         | —  | —  | — | —  | —   | The Gray Race            |
| 1997                       | "Dream of Unity"             | —  | —  | — | —  | —   | Tested                   |
| 1998                       | "Raise Your Voice"           | —  | —  | — | 92 | —   | No Substance             |
| 1998                       | "Shades of Truth"            | —  | —  | — | —  | —   | No Substance             |
| 2000                       | "The New America"            | —  | —  | — | —  | —   | The New America          |
| 2000                       | "I Love My Computer"         | —  | —  | — | —  | —   | The New America          |
| 2001                       | "Sorrow"                     | 35 | —  | — | —  | —   | The Process of Belief    |
| 2002                       | "Broken"                     | —  | —  | — | —  | 125 | The Process of Belief    |
| 2002                       | "The Defense"                | —  | —  | — | —  | —   | The Process of Belief    |
| 2002                       | "Supersonic"                 | —  | —  | — | —  | —   | The Process of Belief    |
| 2004                       | "Los Angeles Is Burning"     | 40 | —  | — | —  | 67  | The Empire Strikes First |
| 2004                       | "The Empire Strikes First"   | —  | —  | — | —  | —   | The Empire Strikes First |
| 2007                       | "Honest Goodbye"             | —  | —  | — | —  | —   | New Maps of Hell         |
| 2007                       | "New Dark Ages"              | —  | —  | — | —  | —   | New Maps of Hell         |
| "—" não chegou às tabelas. |                              |    |    |   |    |     |                          |